# 日本学生会議所
一般社団法人日本学生会議所（にほんがくせいかいぎしょ）は、「学生と社会の信頼関係を構築する」という理念のもとに、全国に支部を置いて活動している学生主体の一般社団法人である。通称はユニスク・ジャパン(UNISC Japan)。

## 目的
学生活動の発展、学生の社会参画のための、学生を代表する、政治的、宗教的に中立かつ公正な全国組織を構築し、日本を代表する唯一の学生会議所として学生倫理憲章を制定し、各国の学生会議所による国際学生会議所を構成し積極的な国際交流を行い、日本はもとより世界の平和、発展に寄与することを目的とする。

## 組織概要
日本学生会議所は2010年4月7日に一般社団法人格を取得し、設立した。スタッフは役員（理事）を含めて全員学生である。

### グループ
日本学生会議所は以下に二つのグループに分かれて事業を行っている。
- 政治グループ - 政治・政策に関する活動を管轄しており、議員インターンシップなどの事業を行っている。
- 国際グループ - 大使館交流、留学生交流、海外交流など国際交流活動を行っている。

## 本部
- 日本学生会議所：東京都中野区中野1-14-13

## 支部
- 早稲田大学支部
- 成蹊大学支部
- 中央大学支部
- 津田塾大学支部
- 大阪大学支部

## 会員
- 正会員 - 大学生、大学院生、短期大学生、及びそれに準ずる学校の学生でこの法人法人の目的に賛同して入会した個人。
- 賛助会員 - 当法人の目的に賛同して入会し、その事業を援助する団体。
- 名誉会員 - 当法人に対する功績が特に顕著であり理事会で名誉会員と認められた個人。

## 構成大学
- 早稲田大学
- 慶應義塾大学
- 上智大学
- 青山学院大学
- 立教大学
- 中央大学
- 大阪大学
- 国際基督教大学
- 成蹊大学
- 津田塾大学
- 聖心女子大学
- 東京女子大学

など

## 主な事業
国際グループ
- 大使館交流
  - インターン、ボランティアなど
- 留学生交流
- 国際会議

政治グループ
- 議員インターンシップ
  - 議員交流
    - 議員講演会、インタビューなど

  - 政策活動
    - 政策勉強会

## 関連団体
- 国際学生会議所